# This Is Your Life (single)
This Is Your Life is een single van het Britse popduo Banderas. De single is uitgebracht in 1991 en is afkomstig van hun enige studioalbum Ripe.
Het nummer werd mede geschreven door songwriter Roger Swallow en bevat een sample van het nummer "Crack Attack" van Grace Jones. De single bereikte de 16e positie in de UK Singles Chart in maart 1991. In Nederland haalde het nummer de 23e plek in de Dutch Charts.
De B-kant van de single bevat het nummer "It's Written All Over My Face".
Na "This Is Your Life" volgden nog twee singles, maar daarna hield de band al snel op te bestaan.